# ガモーラ
ガモーラ（Gamora）は、マーベルコミックスが出版するコミック作品に登場するスーパーヒロインである。ジム・スターリンにより創造されたこのキャラクターは『ストレンジ・テイルズ』第180号（1975年）で初登場した。ガモーラはスーパーヴィランのサノスの養女で、自分の種族の最後の生き残りであった。またスーパーヒーローのアダム・ウォーロックとノヴァとは恋愛関係にあった。1990年代はインフィニティ・ウォッチ、2000年代後半からはガーディアンズ・オブ・ザ・ギャラクシーのメンバーとしてコミックに登場している。
ガモーラはテレビアニメ、ゲーム、実写映画にも登場する。

## 出版上の歴史
ガモーラは『ストレンジ・テイルズ』第180号（1975年）で初登場し、ジム・スターリンにより創造された。その後同誌第181号、『ウォーロック』第1期第9-15号（1975年 - 1976年）、『アベンジャーズ』及び『Marvel Two-in-One』の1977年のアニュアル誌に登場した。1990年に『シルバーサーファー』第3期第46-47号で再登場した。さらに『インフィニティ・ガントレット』第1-6号（1991年）、『ウォーロック・アンド・ジ・インフィニティ・ウォッチ』第1-42号（1992年 - 1995年）、『インフィニティ・ウォー』（1992年）、『インフィニティ・クルセイド』（1993年）に登場した。2000年代には『インフィニティ・アビス』第1-6号（2002年）、『アナイアレーション: ロナン』第1-4号（2006年）、『アナイアレーション』（2006年）、『ノヴァ』第4期第4-12号（2007年 - 2008年）に登場後、『ガーディアンズ・オブ・ザ・ギャラクシー』第2期第1-25号（2008年 - 2010年）でレギュラーとなった。また『ザ・サノス・インペラティブ』第1-6号（2010年）に小登場した。
ガモーラは『アベンジャーズ・アッセンブル』第4-8号（2012年6月 - 10月）で他のガーディアンズと共に再登場した。またマーベルNOW!の一環で第3期としてリランチされた『ガーディアンズ・オブ・ザ・ギャラクシー』誌にも登場する。

## キャラクターのバイオグラフィ
ガモーラはバドゥーン（彼女が生まれた元々の時間線ではユニバーサル・チャーチ・オブ・トゥルース）によって滅ぼされたゼン・フーベリという種族の最後の生き残りである。当時子供だった彼女はサノスによって発見され、兵器として利用されることが決まった。ガモーラはアダム・ウォーロックのもう1つの悪の存在であるメイガスを暗殺するためにサノスによって育成、訓練された。ガモーラは家族を殺した者たちへの復讐を約束したサノスに忠誠を誓った。ガモーラは高度な格闘技術を身につけ、「全銀河で最悪の女」というニックネームで呼ばれるに至った。ティーンエイジャーの頃、サノスは彼女を連れて Tartoonla # 7 へと旅した。ガモーラはサノスの命令に背き、それにより凶悪犯罪者の一団と衝突した。優れた能力を持っていたにもかかわらずガモーラは敗北し、襲撃者によって強姦された。サノスはガモーラが半殺しにされたと知ると襲撃者たちを皆殺しにし、彼女を回復させ、サイバネティクスによって超人レベルまで強化された。
成人したガモーラはユニバーサル・チャーチ・オブ・トゥルースに暗殺者として送り込まれ、エージェントのブラックナイツから恐れられた。ガモーラは自分の種族が滅ぼされる事件が起こる前にチャーチのメンバーを全て殺害することで復讐を果たした。ガモーラは自分の古いバージョンを止めたがっていたアダム・ウォーロックと出会い、手を組んだ。彼女はメイガスに近づいたが、寸前のところで暗殺に失敗した。ウォーロック、ピップ・ザ・トロール、サノス、ガモーラは共同でユニバーサル・チャーチ・オブ・トゥルースのブラックナイツとメイガスのデス・スクアッドから逃げるために戦った。その後ガモーラはアダム・ウォーロックを守るようにサノスから命じられるが、サノスの計画に疑問を持ち、そしてドラックス・ザ・デストロイヤーの攻撃を受けた。
最終的にガモーラはメイガスを倒すが、サノスは自らの本性を示した。ガモーラはキャプテン・マァ・ヴェル、ドラックス、アベンジャーズと共にサノスと戦った。ガモラとピップは宇宙の全生命を滅ぼそうとするサノスの野望を食い止めた。ガモーラはサノス殺害を試みたが失敗して重傷を負い、ピップは精神を破壊された。アダム・ウォーロックが彼らを発見するとガモーラはサノスの計画を警告し、アダムは彼らの精神をソウル・ジェムに吸収した。アダム・ウォーロックが同じく死亡した際、彼の精神もソウル・ジェムの中の「ソウルワールド」に入って友人たちと再会した。

### インフィニティ・ウォッチ
ソウル・ジェム内のソウルワールドではガモーラ、ピップ、アダム・ウォーロックの他に、かつての敵であったクレイ・トーアやアウトリュコスも吸収され、共に平和に暮らしていた。またガモーラはソウルワールドでシルバーサーファーと出会い、さらにドラックス・ザ・デストロイヤーと戦った。
サノスがすべてのインフィニティ・ジェムズを集めてインフィニティ・ガントレットを創り上げるとアダム・ウォーロックは彼を止める行動に出る決断を下した。ウォーロックはガモーラとピップを連れて現実世界へと出た。彼らの魂は直前に自動車事故で死亡した3人の地球人へと乗り移った。ガモーラはバンビ・ロングの身体を手に入れることで肉体的復活を果たし、その姿も元の自分と同様のものに変化した。しかしながらガモーラはサノスが全宇宙の生命体の半分を消滅させる際に巻き込まれてしまった。ネビュラがサノスからガントレットを奪って時間を戻すとガモーラも復活した。
最終的にインフィニティ・ガントレットはウォーロックが手に入れ、彼は全能に近い存在となった。ガモーラとピップはドクター・ストレンジに協力を求め、パワーによって狂っているウォーロックを探し、止めた。リビング・トリビューナルの介入により、ウォーロックはインフィニティ・ウォッチの面々とインフィニティ・ジェムズを分けることとなった。ガモーラはタイム・ジェムを手にしたが、意識的にそれを使うことは出来なかった。ガモーラはウォーロックに恋愛感情を抱いたが、彼は反応を示さなかった。インフィニティ・ウォッチのメンバーのマクサムとの論争の結果、ガモーラはタイム・ジェムを手放してインフィニティ・ウォッチを脱退した。彼女は傭兵の仕事に復帰したが、ウォーロックの誘いでチームに戻った。彼らは共に旅を続け、結局2人は相思相愛となった。ガモーラとウォーロックはアトレゼとして知られる宇宙的存在を育てるためにポケット・ディメンションに残った。

### アナイアレーション
アダム・ウォーロックの一団を離れたガモーラはゴッサブ・オメガに現れ、グローリアンに心を操られた彼女はグレイセスと呼ばれる女性戦士グループのリーダーとなった。彼女は宇宙で最悪の女としての自分を再確立することに熱心で、「ゴッドスレイヤー」と呼ばれる強力な剣を振るった。アナイアレーション・ウェーブが始まるとガモーラはユナイテッド・フロントに加わった。彼女はリーダーのノヴァと肉体関係を持った。
アナイアレーション・ウォーに続いたファランクスのクリー侵攻の際、ガモーラはハイブマインドの「選択」により同化されてしまう。ファランクスは惑星から逃れたノヴァを追うためにガモーラを派遣した。彼女は後にノヴァによって解放されたが、ファランクスの影響は残り続けた。
彼女はガーディアンズ・オブ・ザ・ギャラクシーに加わった。ガモーラは自分自身と他のガーディアンズの死を偽装したメイガスにより投獄された。彼女はスター・ロードによって救出され、「キャンサーバース」との戦いに加わった。その後彼女らは地球に現れ、サノスと戦うアベンジャーズを支援した。
「オリジナル・シン」のストーリーラインでヒーローたちがウォッチャーのウァトゥを殺害した犯人を探す際にガモーラはムーンナイトとウィンター・ソルジャーと共に活動した。

## パワーと能力
サノスの治療を受けたガモーラはスピード、力、俊敏性、耐久性が増しており、アダム・ウォーロックのそれに匹敵している。またサノスは彼女を武器と近接戦闘の達人に育て上げた。あらゆる武器に精通する彼女であるが、主にナイフや剣を使用している。
『インフィニティ・ウォッチ』誌上でガモーラはサイバネティクスによって腕力、スピード、治癒能力が強化された。ソウルワールドがら帰還した際にはアダム・ウォーロックによって力とスピードがさらに強化された。
インフィニティ・ジェムズのひとつである「タイム・ジェム」の所有者となった際には自由にそれをコントロールできなかったが、時折予知夢や未来の映像を見ることがあった。

## MCU版
マーベル・シネマティック・ユニバース（MCU）では、ゾーイ・サルダナが演じる。日本語吹替は朴璐美が担当。
本項は、“アース616”（正史の宇宙）におけるガモーラを主軸に表記する。

### キャラクター像
緑色の肌と、黒と赤紫色のグラーデーションのロングヘアーが特徴の“ゼホベレイ”で、銀河最大の支配者・サノスによって両親を殺され、彼の養女として訓練を施された暗殺者。
クール且つ生真面目で刺々しい発言が多く、自分に危害を及ぼそうとする者が現れて悪いことが起きるとすぐに相手の命を奪おうとする癖や、友好的に接しようとする人物に対しては上手く接することができずに突き放してしまう不器用さなど、暗殺者として育てられた幼少期を裏打ちする振る舞いも見られ、大勢の人間を手にかけてきたため、彼女に恨みを持つ者は少なくない。本心では両親を殺し、自分を殺し屋に変えたサノスを深く憎悪しており、彼の「“6つのインフィニティ・ストーン”の力で全宇宙の生命体の半分を消し、宇宙全体のバランスを保つ」という野望も危惧していたが、徹底的に憎み切れていない様子も垣間見せる。
“オーブ”争奪戦で出会った“ガーディアンズ・オブ・ギャラクシー”の仲間たちについては、曲が強い彼らによく振り回されて文句も多数ぶつけたが、複数の困難を共に乗り越えたことで、かけがえのない大切な「家族」と認めるまでに至った。特にピーター・クイル/スター・ロードとは、紆余曲折の末に両想いの男女仲となる。幼少期からサノスの下で共に育った義理の妹ネビュラに対しては、サノスの前で幾度も殺し合い同然の実戦訓練を行なわされたことから歪み合うことが多いものの、心の奥底では気にかけており、義理の姉として向き合いたいと願っている。

### 『ホワット・イフ...?』版
ガモーラ（アース29929）
“アース29929”のガモーラ。この宇宙でもガーディアンズ・オブ・ギャラクシーの一員である。
ガモーラ（アースTRN908）
声 - シンシア・マクウィリアムズ
日本語吹替 - 朴璐美
“アースTRN908”におけるガモーラ。同じ宇宙におけるサノスを倒した戦士と称され、後にウアトゥ/ウォッチャーによって“ガーディアンズ・オブ・マルチバース”の一員にもなった。

### 能力
サノスから受けた厳しい訓練により高度な暗殺術と格闘戦能力を会得し、全身に施されたサイバネティックス強化により、超人的な強さ、敏捷性、スタミナ、耐久力、視力、再生治癒力、免疫、神経システムが与えられている。そのため、戦闘では徒手空拳だけでも並大抵の敵を倒せる実力を見せ、数多く披露する剣術から、さまざまな銃火器の取り扱いまで、あらゆる武器による戦法にも精通している。さらに、宇宙船のパイロット及び航海士としても優秀な操縦技術やナビゲート能力を持つ。

### 武器
ゴッドスレイヤー（Godslayer）
ガモーラの愛剣。“神の国の住人”と呼ばれる“アスガルド人”をも殺すことができることからこの名がつけられた。長剣と短剣が組み合わさった武器で、柄には刃の重量を軽くするエネルギーコアが内蔵されている。普段は左腰の長剣ホルダーに挿して携行し、使用時には長剣を2本の刃に分割させたり、短剣を取り外して行使することもできる。
採掘コロニーの“ノーウェア”でサノスに挑んだ際に折られてしまう。
スイッチブレード
ガモーラが所有する、本体の両端から短い刃が飛び出すナイフ。
かつてはサノスが持ち主で、彼がガモーラの故郷の“ゼホベリ”に侵攻した際に出会った幼少期のガモーラへ、「宇宙のバランスをとる」というアイデアを示すために、指1本に乗せて天秤のように見せつけ、彼女に渡した逸話がある。
ガモーラにとっては忌わしい記憶のナイフであるものの、これを使ってサノスを抹殺することを望んでおり、ノーウェアで実行したが失敗。後に惑星“ヴォーミア”でサノスに“ソウル・ストーン”を入手させまいと、ガモーラはこれで自害を図ったものの、これも阻止される。
このほかにもガモーラは、クイルによって彼のヘルメットを装着されたこともあり、“サカアラン兵”の“ネクロブラスター”など、複数の銃火器も駆使している。
鎧と双刃刀
アースTRN908におけるガモーラが装備する金色の防具。正史におけるサノスが装備していたものと酷似し、ガモーラの体格に合わせたサイズとなっている。
インフィニティ・クラッシャー（Infinity Crusher）
アースTRN908におけるガモーラが所持していいた、インフィニティ・ストーン粉砕用の手持ち式ロールクラッシャー。ソウル・ストーンを搭載すると節足動物のような4本の脚を展開して自立歩行し、回転させた2本のロール刃によってインフィニティ・ストーンを粉砕する機能を持つ。しかし、このツールと同じ出自の宇宙であるアースTRN908のストーンでないと砕くことはできない。

### 各作品での活躍
『ガーディアンズ・オブ・ギャラクシー』
本作でMCU初登場。
サノスの指示でネビュラと共にロナン・ジ・アキューザーの下に出向していたものの、彼らへの離反を企て、その手始めにオーブを入手して第三者へと売り飛ばそうと惑星“ザンダー”に来訪するが、居あわせたクイルやグルート&ロケットと三つ巴の騒動を起こしたことで、“キルン刑務所”に収監されてしまう。
別の罪状で収監されていたドラックスや他の囚人らにその首を狙われるも、オーブを売って得た大金の山分けを条件に、クイルやロケットたちと手を組み、ドラックスも同伴させてキルン刑務所の脱獄に成功。ノーウェアでタニリーア・ティヴァン/コレクターにオーブを売り払おうとするが、オーブの中身であった“パワー・ストーン”の暴発で売却に失敗し、オーブを“ノバ軍”に預けようと提案するも、駆けつけたネビュラに追われてオーブを奪われ、生身のまま宇宙空間に放り出されてしまった。
しかしクイルに救われ、オーブを取り戻すために彼らと“ガーディアンズ・オブ・ギャラクシー”を結成。“ラヴェジャーズ”のサポートを受けて敵艦の“ダーク・アスター”に突入し、ネビュラと激しい白兵戦を展開した後にロナンと対峙。パワー・ストーンを握ったクイルを支えて皆と共にロナンを撃破した。事後はノバ軍によって前科を抹消され、本当の仲間と認めたクイルたちと共に銀河の旅に出る。
『ガーディアンズ・オブ・ギャラクシー:リミックス』
本作では小競り合いや悪ふざけの絶えない男性陣をきつく叱咤しながらどうにかまとめ、仲間たちを明確に表現しないものの大切な「家族」と認識しはじめているが、クイルとは彼が嗜好するポップカルチャーに因んだたとえ話ができたり、ダンスの誘いにある程度応じるほど「暗黙の了解」の恋人同士になりつつも、互いの鈍感さや不器用さからなかなか進展していなかった。
“アニュラックス電池”を警備する依頼を完遂して、“ソヴリン人”からのネビュラの身柄を預かり、ノバ軍に引き渡そうとするも、ロケットが電池をくすねたことでソヴリン艦隊に追い詰められた。そこをクイルの実父であるエゴに救われ、彼を警戒するクイルを後押しし、ドラックスも交えて“エゴの星”に赴くが、エゴに不穏なものを感じ取り、彼に傾倒しかけたクイルとも揉めてしまう。
だが自身を殺そうと現れたネビュラとは、泥臭い死闘を繰り広げる中で、互いに本心を打ち明け、長年のわだかまりが解けはじめることになり、エゴの実態にも気づくと、エゴの猛威から互いに助け合い、クイルも救おうと身を投じようとした。
物語のラストでは、ネビュラに幼少期の仕打ちを謝罪して抱きしめ、義姉として彼女の旅立ちを見送り、クイルと肩を寄せ合いながらヨンドゥ・ウドンタの葬儀に立ち会う。
『アベンジャーズ/インフィニティ・ウォー』
本作ではクイルとの関係が以前より発展しており、両想いの仲になっていた。それと同時に、最後のインフィニティ・ストーンであるソウル・ストーンの所在地を知っていた人物としても登場する。また、救出したソーからは、自分と同じ様に家族のことで苦悩していることで共感された。
ソーを救出し、彼からサノス自身がインフィニティ・ストーン入手に動きはじめたことを知らされると、“リアリティ・ストーン”回収のため、クイル・ドラックス・マンティスとノーウェアに向かうが、目的地で待ち伏せていたサノスと対峙することになる。そこで長年の悲願だった彼の打倒に成功したと思いきや、未遂に終わってサノスに拐われてしまう。
“サンクチュアリII”の船内で、サノスに囚われたネビュラを苦しめる様を見せつけられたことで、ソウル・ストーンの在り処を白状してしまい、ヴォーミアに連れ出され、サノスが現地でストーンを入手する方法を知ると、彼の苦渋の決断の犠牲となってしまい、生命を落とす。
『アベンジャーズ/エンドゲーム』
本作では、ガーディアンズの仲間/家族たちに出会う以前である2014年時のサノスの配下だった頃のガモーラが登場する。
2014年、惑星“コルビン”でネビュラ（2014年時）と共に“コルビナイト人”との戦いを制すると、現れたサノス（2014年時）に謁見し、混線したネビュラ（2014年時）の記憶ファイルによって未来の出来事を知り、サノスらと2023年の地球にタイムトラベルするが、捕らえたネビュラ（2023年時）から、自分たち2人が未来で死闘を繰り広げた末に義理姉妹として分かり合えたものの、サノスによって自分がソウル・ストーンを得るための犠牲にされたことまで伝えられると、サノスを止めようと決意。クリント・バートン/ホークアイに銃口を向けるネビュラ（2014年時）の前に立ちはだかり、サノスを止めようと説得するも応じられず、その直後に彼女は命を落とすことになった。
だがネビュラ（2023年時）と共に“アベンジャーズ”に加勢し、スティーブ・ロジャース/キャプテン・アメリカの号令で大乱闘が開始されると、その最中に助けたクイルに触れられ、「私に触るな！」と懲らしめるが、ネビュラから彼と両想いになることを知らされ、6つのストーンを収めた“ナノ・ガントレット”を“量子トンネル”へ運ばせるために多くの女性ヒーローたちとも共闘した。
トニー・スターク/アイアンマンによってサノスの群勢が消滅し、戦いが終わると、そのまま行方を晦まし、後日のトニーの葬儀にも姿を見せることはなかった。
『ホワット・イフ...?』
シーズン1
第8話
アース29929のガモーラが登場。“ソヴリン”において、襲撃してきたウルトロン軍団に戦いを挑むも、相手が起こした惑星の滅亡に巻き込まれる。
第9話
アースTRN908のガモーラが登場。
『ガーディアンズ・オブ・ギャラクシー:VOLUME 3』

## 他のメディア

### テレビ
- テレビアニメ『Silver Surfer』の第6話「Learning Curve: Part Two」、第8話「Antibody」、第10話「Radical Justice」では最初にメリー・ロング、後にアリソン・シアリー＝スミス（英語版）が声優を務めた。

- テレビアニメ『アルティメット・スパイダーマン』の第2シーズン第18話「Guardians of the Galaxy」[40]ではニカ・ファターマン（英語版）がガモーラの声を務めた。

- テレビアニメ『Avengers Assemble』の第1シーズン第22話「Guardians and Spaceknights」ではニカ・ファターマンがガモーラの声を務めた。

- テレビアニメ『Hulk and the Agents of S.M.A.S.H.』の第1シーズン第26話「It's a Wonderful Smash」ではニカ・ファターマンがガモーラの声を務める[41]。

### その他の映画
- オリジナルビデオアニメーション映画『超人ハルク: サカールの預言』ではガモーラが台詞無しでカメオ出演した[42]。

### テレビゲーム
- 『LEGO マーベル スーパーヒーローズ ザ・ゲーム』ではダニエル・ニコレット（英語版）がガモーラの声を務めた。
- Facebookゲーム『Marvel: Avengers Alliance』でガモーラが操作可能キャラクターとして登場した。
- 『マーベル VS. カプコン:インフィニット』ではヴァネッサ・マーシャルが声を務めた。